# 艮岘站
艮岘站（：／ Ganhyeon yeok */?）是韩国铁道公社的一個已停用車站，位于江原道原州市地正面艮岘3里，屬於中央线。

## 历史
- 1940年4月1日：开始使用。
- 2011年12月21日：车站停用。